# Keratsa Petritsa
Keratsa Petritsa (en búlgaro: Кераца Петрица) fue una noble búlgara (boyarda), hermana del zar Miguel Shishman. Su hijo mayor, Iván Alejandro, ascendió al trono búlgaro después de una grave crisis sucesoria en el Imperio búlgaro.

## Historia
Keratsa era la hija del déspota Shishman de Vidin con una hija de nombre desconocido del sebastocrátor Pedro con Ana Teodora, la hija de Iván Asen II con Irene Comnena de Epiro. Keratsa era también prima lejana de los zares Teodoro Svetoslav y Jorge Terter II. 
Desde mediados del siglo XIII, la región de Vidin era efectivamente independiente del monarca búlgaro y fue gobernada sucesivamente por Jacobo Svetoslav (fallecido en 1276), Shishman (fallecido entre 1308 y 1313) y por el futuro Miguel Asen III. Shishman y sus hijos recibieron el alto título cortesano de déspota por Teodoro Svetoslav, y cuando Jorge Terter II murió joven y sin hijos en 1323, el hermano de Keratsa Petritsa fue elegido emperador de Bulgaria por los boyardos.
Keratsa Petritsa era católica (en sus cartas a Keratsa, el papa Benedicto XII, con quien mantenía correspondencia, la llama la «duquesa de Karnona»), pero, en algún punto de su vida, se convirtió a la ortodoxia y se retiró a un convento con el nombre monástico de Teofana (en búlgaro: Теофана).

## Matrimonio y descendencia
Keratsa Petritsa se casó con el déspota Esratsimir de Kran y tuvo cinco hijos:
- Iván Alejandro, déspota de Lovech. Ascendió como emperador de Bulgaria después de un golpe de Estado en 1331.
- Helena, se casó con el rey (y después emperador) Esteban Dušan de Serbia el 19 de abril de 1332.
- Juan, que fue hecho déspota de Valona por su cuñado Esteban Dusan.
- Miguel, déspota de Vidin.
- Teodora